# Schloss Pruntrut

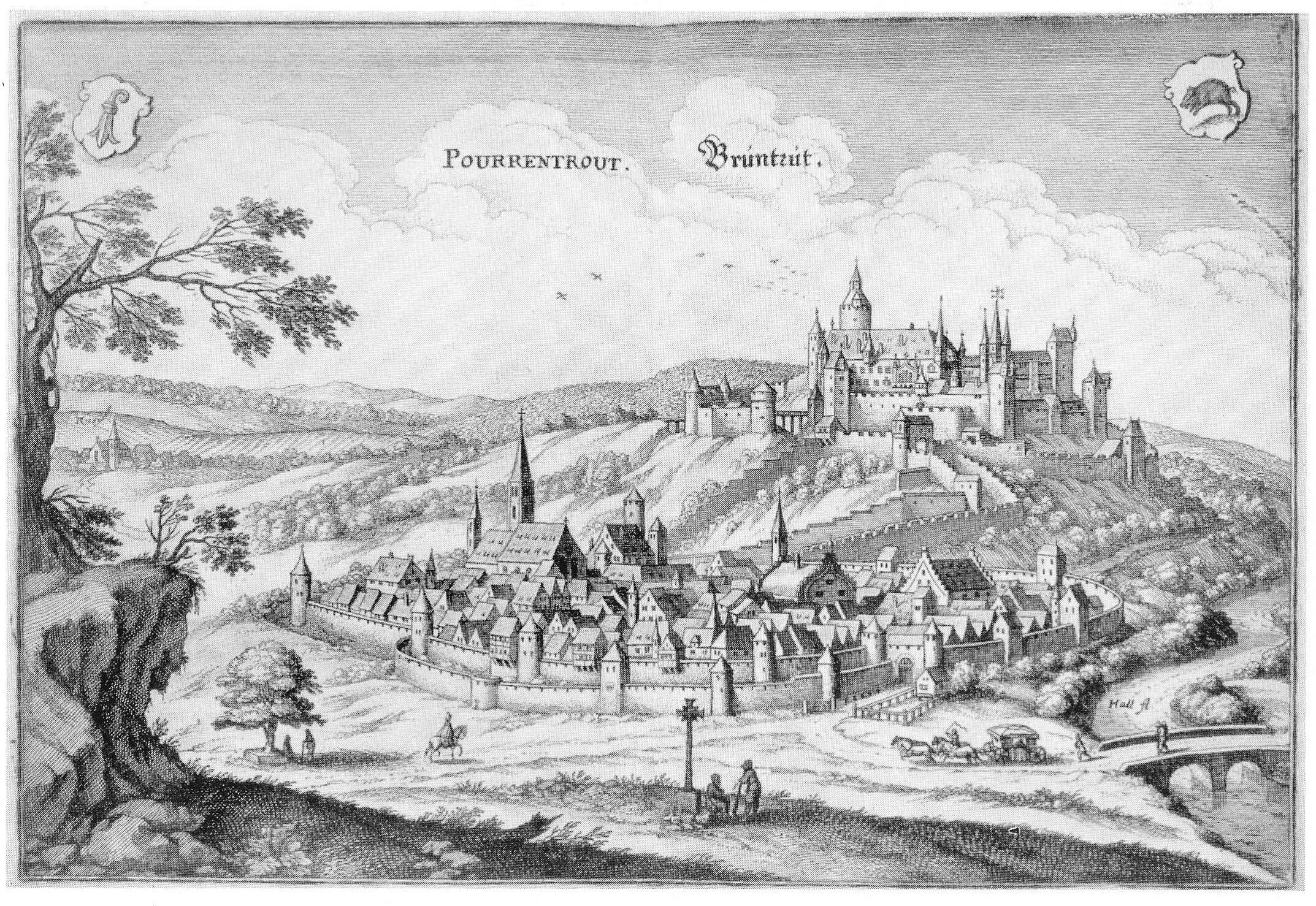
Burg im 17. Jahrhundert

Das Schloss Pruntrut (französisch Château de Porrentruy) ist eine Burganlage oberhalb des Städtchens Pruntrut im Schweizer Kanton Jura. Die Höhenburg stammt ursprünglich aus dem 13. Jahrhundert und wurde von den Grafen von Mömpelgard (Montbéliard) errichtet. Der Réfus-Turm neben dem Schlossgebäude wurde wahrscheinlich um 1271 errichtet. Von 1524 bis 1792 diente sie als Residenz der Fürstbischöfe von Basel. Baulich befindet sich die Burg im Zustand dieser Zeit. Seit 1979 ist es Sitz der Gerichtsbehörden des Kantons Jura. Die Anlage kann werktags besichtigt werden. 

## Beschreibung
Der imposante Bau aus dem 13. Jahrhundert bestand ursprünglich aus noch weiteren Gebäuden. Diese sind aber grossteils nicht mehr vorhanden. Die Burganlage hat einen dreieckigen Grundriss. Sie wird vom alleinstehenden «Réfous-Turm» dominiert, der 1271 errichtet wurde. Der Turm ist 32 Meter hoch bis zu den Zinnen und 12 Meter im Durchmesser. Die Wandstärke beträgt 4,5 Meter am Fundament, nach oben hin abnehmend. Ein weiteres markantes Gebäude ist der «Hahnenturm», ein massiver Rundbau mit vier Etagen mit zentraler Säule und Rundgewölben. Die Fensteröffnungen des Turms stammen aus dem Jahr 1756. Bis 1898 beherbergte der Turm das Archiv des Bistums Basel. 
Die restlichen Bauten stammen grösstenteils aus dem 16. bis 18. Jahrhundert, als das Château dem Fürstbischöfen von Basel als Residenz diente. Sie sind um einen Innenhof herum angeordnet, in dem sich ein 50 Meter tiefer Brunnen aus dem Ende des 17. Jahrhunderts befindet. Die Gebäude werden als Residenz, Kanzlei und «Pavillon Prinzessin Christine» bezeichnet. Der Pavillon wurde nach Maria Christina von Sachsen, der Tante von Ludwig XVI. und Fürstäbtissin von Remiremont, benannt. Die Gebäude sind zwei- und dreigeschossig. Ein weiteres Gebäude ist jenes der Wachmannschaften. Es befindet sich beim Eingangstor neben dem Réfous-Turm. Zwischen der Kanzlei und der Residenz befindet sich ein quadratischer Treppenturm mit einer Sonnenuhr unter einer Glühbirnenkuppel. Das Datum 1590 erscheint am Eingang zum Treppenturm. Die südöstliche Ecke der Kanzlei bildet der Hahnenturm, auch Tour du Coq genannt. Da die Burg mehrmals abbrannte, sind einige Gebäude verschwunden.

## Geschichte
Am Fuss des Burghügels Pruntrut ist seit dem frühen Mittelalter ein königlicher Gutshof nachweisbar. Dieses Hofes bemächtigten sich um 1150 die Grafen von Montbéliard. Die Burg wurde Anfang des 13. Jahrhunderts von den Grafen von Montbéliard auf einer älteren Burg aufgebaut. 1270 gelangte sie in den Besitz der Bischöfe von Basel. 1355 brannte sie aus. 1386 erfolgte durch Bischof Imer von Ramstein der Verkauf an die Grafen von Montbéliard-Württemberg. 1461 kam sie durch den Kauf von Bischof Johann von Venningen wieder unter die Herrschaft des Fürstbistums Basel. 
Nachdem während der Reformation 1529 die Reformierten beim Bildersturm auf das Basler Münster dessen Ausstattung weitgehend zerstört hatten, siedelte der Fürstbischof von der Basler Münsterpfalz in das Schloss Pruntrut über, während die Domherren und Kapläne, welche nicht zur Reformation gewechselt oder auf ihre Nebenpfründe gezogen waren, ins katholische Freiburg im Breisgau gingen, wo sie ab 1587 das Stürtzelsche Haus, heute Basler Hof genannt, bezogen. Damit hörte Basel für immer auf, Sitz des Bischofs und des Domkapitels zu sein. Ab 1524 wurde das Schloss Pruntrut damit zur Bischofsresidenz.
Die Burg wurde 1588 unter der Herrschaft von Fürstbischof Jakob Christoph Blarer von Wartensee unter der Leitung des Architekten Nicolas Frick umfassend erneuert. Das Schloss wurde im Dreissigjährigen Krieg mehrmals belagert und verwüstet durch die Schweden. 1697 fiel es einem Großbrand zum Opfer.
Beim Einmarsch der französischen Revolutionstruppen 1792 verliess der letzte residierende Fürstbischof Josef Sigismund von Roggenbach Schloss und Stadt Pruntrut. 1798 wurden Stadt und Schloss durch die Franzosen belagert. Ab 1802 befand sich die Anlage im Besitz der Stadt Pruntrut. Danach diente das Gebäude als Altenheim von 1837 bis 1896, als Waisenhaus bis 1930 und als Landwirtschaftsschule von 1897 bis 1927. 1932 übernahm der Kanton die Burg. Sie diente seit 1937 als Kaserne und seit 1979 ist das Schloss Sitz der Gerichtsbehörden des Kantons Jura.